# Maketa
Maketa (maquette - francoska beseda za maketo, včasih imenovana tudi z italijanskimi imeni plastico ali modello) je pomanjšan model ali grobi osnutek nedokončane skulpture. Enakovreden izraz je bozzetto iz italijanske besede za »skico«. 
Izraz maketa se uporablja tudi za arhitekturni model, vrsto modela v merilu – fizična predstavitev strukture – zgrajena za preučevanje vidikov arhitekturnega načrta ali za sporočanje oblikovalskih zamisli.

## Kiparstvo
Maketa se uporablja za vizualizacijo in preizkušanje oblik in idej, ne da bi pri tem nastali stroški in napor izdelave celotnega dela. Je analog slikarjeve karikature, modela, oljne skice ali risane skice. Pri naročenih delih, zlasti pri monumentalnih javnih skulpturah, se lahko uporabi maketa, da se naročniku pokaže, kako bo končano delo povezano s predlaganim mestom. 
Izraz se lahko nanaša tudi na prototip video igre, filma ali drugega medija. Modello se za razliko od drugih izrazov uporablja tudi za skice za dvodimenzionalna dela, kot so slike. Tako kot oljne skice lahko ti modeli visoko cenjenih umetnikov postanejo enako zaželeni kot njihova dokončana dela, saj prikazujejo proces razvijanja ideje. Na primer, enajst bozzettov Giana Lorenza Berninija, baročnega kiparja, ki je svoje modele izdeloval iz voska ali žgane terakote, je bilo leta 2004 prikazanih na razstavi na Art Institute of Chicago.  Nekateri muzeji, kot je Museo dei Bozzetti v Pietrasanti v Italiji, so specializirani za zbirke maket. Maquette uporabljajo tudi animatorji pri dokončnem oblikovanju likov in lahko služijo tudi kot referenca za animatorje.

## Moda
V modnem oblikovanju lahko maketo imenujemo modna lutka. Od 16. stoletja so bile te miniaturne različice kostumov v polnem obsegu namenjene predstavitvi najnovejših trendov in modelov ter strankam omogočile, da si ogledajo oblačilo pred nakupom.
V 1950-ih je irska modna oblikovalka Sybil Connolly ustvarila serijo maket, ki temeljijo na njenih modelih, vključno z njeno ikonično nagubano laneno obleko First Love. Zdaj jih najdemo v Huntovem muzeju.